# Escharella immersa
Escharella immersa is een mosdiertjessoort uit de familie van de Escharellidae. De wetenschappelijke naam van de soort is voor het eerst geldig gepubliceerd in 1828 door Fleming als Lepralia immersa.

## Synoniemen
- Mucronella peachi (Johnston, 1847)
- Lepralia peachi Johnston, 1847
- Lepralia immersa Fleming, 1828 (basioniem)
- Mucronella immersa